# Prodromoi

Fresque du tombeau de Niausta, fin du, représentant un prodromos armé d'une longue lance (xyston) chargeant un soldat perse.

Les prodromoi ou prodromi (du grec ancien πρόδρομοι / pródromoi, au singulier prodromos), littéralement « ceux qui courent devant », sont les éclaireurs à cheval de l'armée macédonienne durant les conquêtes d'Alexandre le Grand. Ils sont aussi appelés par les sources antiques les sarissophores ou « porteurs de sarisse ».

## Historique
Les sources mentionnent l'existence de quatre escadrons (ilai) de 150 cavaliers faisant office d'éclaireurs au moment du départ de l'expédition d'Alexandre en 334 av. J.-C. ; Arrien et Diodore divergent sur le commandant de ces troupes au départ de l'expédition : Cassandre selon Diodore, Amyntas selon Arrien. Selon Diodore, ces prodromoi pourraient être thraces et péoniens. 
L'identification des troupes mentionnées par Arrien et Diodore n'est toutefois pas entièrement certaine : l'historiographie récente tend à montrer qu'ils pourraient être aussi Macédoniens. Ils correspondent peut-être à des unités de première affectation des jeunes Macédoniens, avant qu'ils soient versés dans la cavalerie lourde des Compagnons (hétaires), sachant que la loi éphébarchique d'Amphipolis montre que l'équitation et les exercices équestres font partie de l'éducation des jeunes Macédoniens.
Les prodromoi / sarissophores ne sont plus mentionnés après 330 av. J.-C. Il est probable qu'ils aient été incorporés à la cavalerie des Compagnons pour former les nouvelles hipparchies créées par Alexandre, sachant qu'à cette date la reconnaissance peut être assurée par les cavaliers asiatiques. 

## Équipement et tactique
Les prodromoi portent un casque phrygien ou béotien comme seule arme défensive ; ils sont armés à l'origine d'une longue lance (xyston), puis probablement au début de l'expédition d'Alexandre de la sarisse de l'infanterie, expliquant pourquoi les sources les appellent parfois sarissophores ou « porteurs de sarisse » dès le début de la conquête. Du temps des guerres des Diadoques, les sarissophores sont appelés xystophores par certaines sources (Asclépiodote et Diodore de Sicile).
Durant les grandes batailles livrées contre les Perses par Alexandre, les prodromoi servent d'unité de reconnaissance en révélant les positions ou en annonçant l'arrivée des troupes adverses. Dans cette tâche ils peuvent être associés à des unités d'infanterie légère ou à des détachements de cavalerie lourde.